# Brug 171
Brug 171 is een basculebrug in Amsterdam-West. Ze vormt de verbinding tussen de Van Hallstraat en Kostverlorenstraat en overspant daarbij de Kostverlorenvaart. De Kostverlorenvaart maakt onderdeel uit van de Staande Mastroute, vandaar dat een vaste brug hier niet mogelijk is.
In eerste instantie was het niet de bedoeling hier een brug neer te leggen, alhoewel de gemeente al in 1902 dacht dat hier een brug noodzakelijk zou worden. Ondernemers zagen meer mogelijkheden voor een brug in het verlengde van de Amaliastraat. In 1906 leverde overleg met de gemeente op dat wellicht een veer een betere oplossing bood. De walkanten en straten waren nog in aanbouw. De gemeente kwam met een alternatief van een overhaal, dat ook in de ogen van de ondernemers goedkeuring kreeg. Of die er daadwerkelijk gekomen is, is onbekend.
In 1928 besloot de gemeente dat de Van Hallstraat een van de belangrijkste toevoerwegen werd van de stad onder de Haarlemmerweg. Daartoe moest er een straat en brug aangelegd worden om de Van Hallstraat rechtstreeks te verbinden met het Frederik Hendrikplantsoen. Er werd een onteigening voorbereid, want in dat project moest ook de Van Hallstraat verbreed worden. Pas anderhalf jaar later kon de gemeente beginnen, ze had toestemming van het rijk gekregen. Daarna werd er gesteggeld over van alles en nog wat, de hoogte van de brug, de doorvaartbreedte etc.  Aan de Publieke Werkenarchitect Piet Kramer werd gevraagd om een ontwerp te maken voor een nieuwe brug. Hij kwam met een enkelvoudige basculebrug met een aanzienlijke verbreding. Kramers bouwstijl van de Amsterdam School is ook hier terug te vinden in de bakstenen walkanten en de afwisseling van bak- en natuursteen. Er werd bij deze brug slechts één beeldhouwwerk meegeleverd, een wind/kompasroos nabij de trap naar de bascule. Ook twee andere kenmerken van Kramers ontwerpen zijn hier terug te vinden. Ten eerste zijn daar de rondstalen (normaal gebruikte Kramer siersmeedijzer) balustrades, ten tweede staan op de landhoofden een brugwachtershuisje en een abri (bushokje), beide in de Amsterdamse-Schoolstijl. Het was de derde brug met huisjes van Kramer, na de Zeilbrug in 1924 en Willemsbrug in 1928. De bouwsels zijn typisch voor Kramer, hij voorzag ze van daken in de vorm van een pet. Waar deze op andere bruggen in de stad symmetrisch werden geplaatst en ontworpen, is dat hier niet het geval. Aan het ene eind staat een brugwachterhuisje direct aan het water (tol werd vaak door de schipper per klomp aan een hengel voldaan); het abri staat verder van de brug af. Die plaatsing zorgt voor een "vreemde" asymmetrische aanblik vanaf het water. Met de aanleg van de brug, alhoewel dus gepland in 1928, werd pas op 17 augustus 1931 begonnen, op 13 augustus 1932 kon de brug worden geopend door Monne de Miranda. De totale kosten waren 230.000 gulden.
De brug heeft twee officieuze benamingen gekend: Van Hallbrug en Kostverlorenbrug. De eerste was een vernoeming naar de straat en indirect dus naar Amsterdamse advocaat en latere minister van Financiën Floris Adriaan van Hall. De tweede naar de vaart waarover zij gespannen is. In 2016 wilde de gemeente Amsterdam af van alle officieuze benamingen, voor zover die niet paste binnen de richtlijnen van Basisadministratie Adressen en Gebouwen. Vanaf april 2017 gaat de brug naamloos (dat wil zeggen alleen met nummer) door het leven.

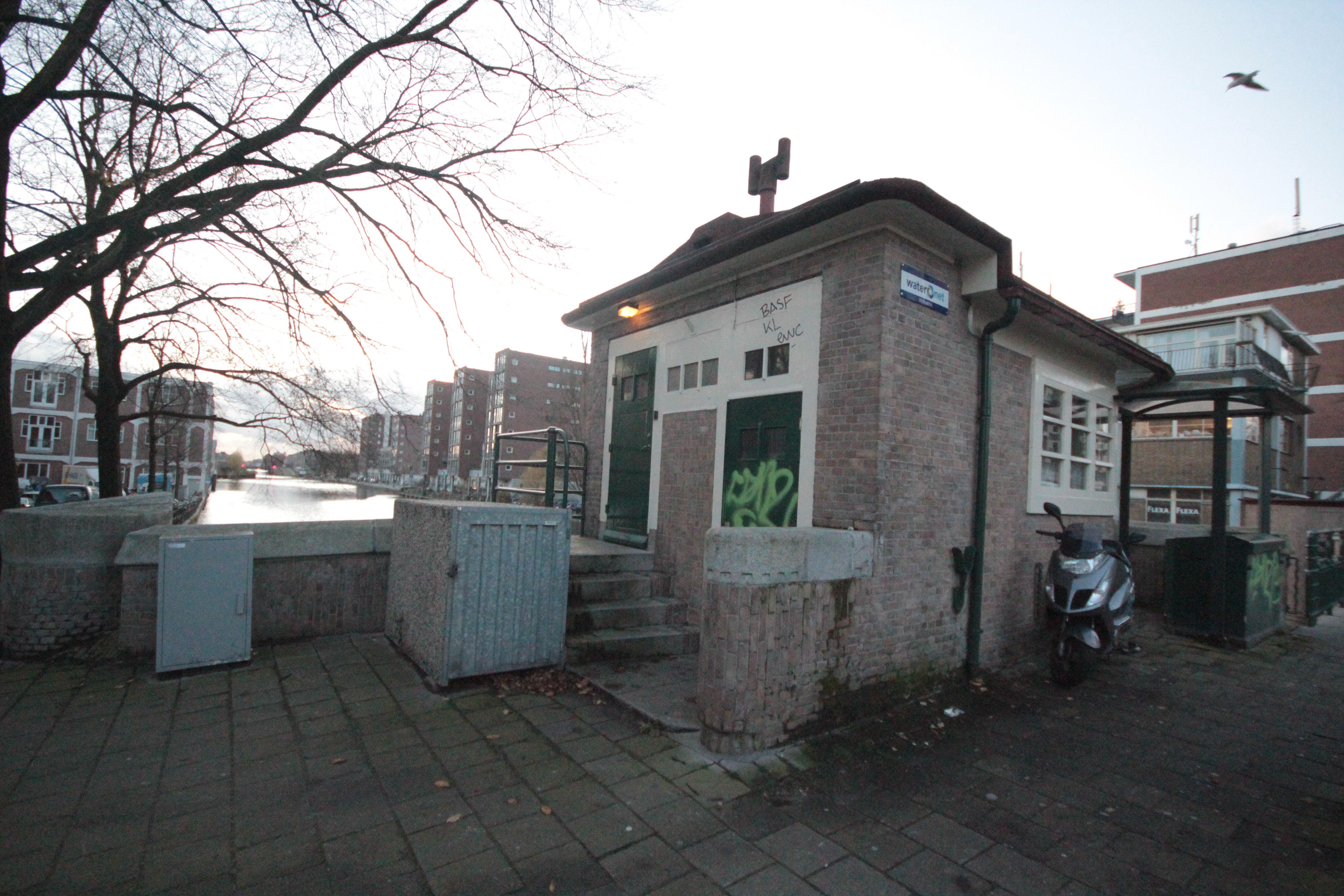
Brugwachtershuisje

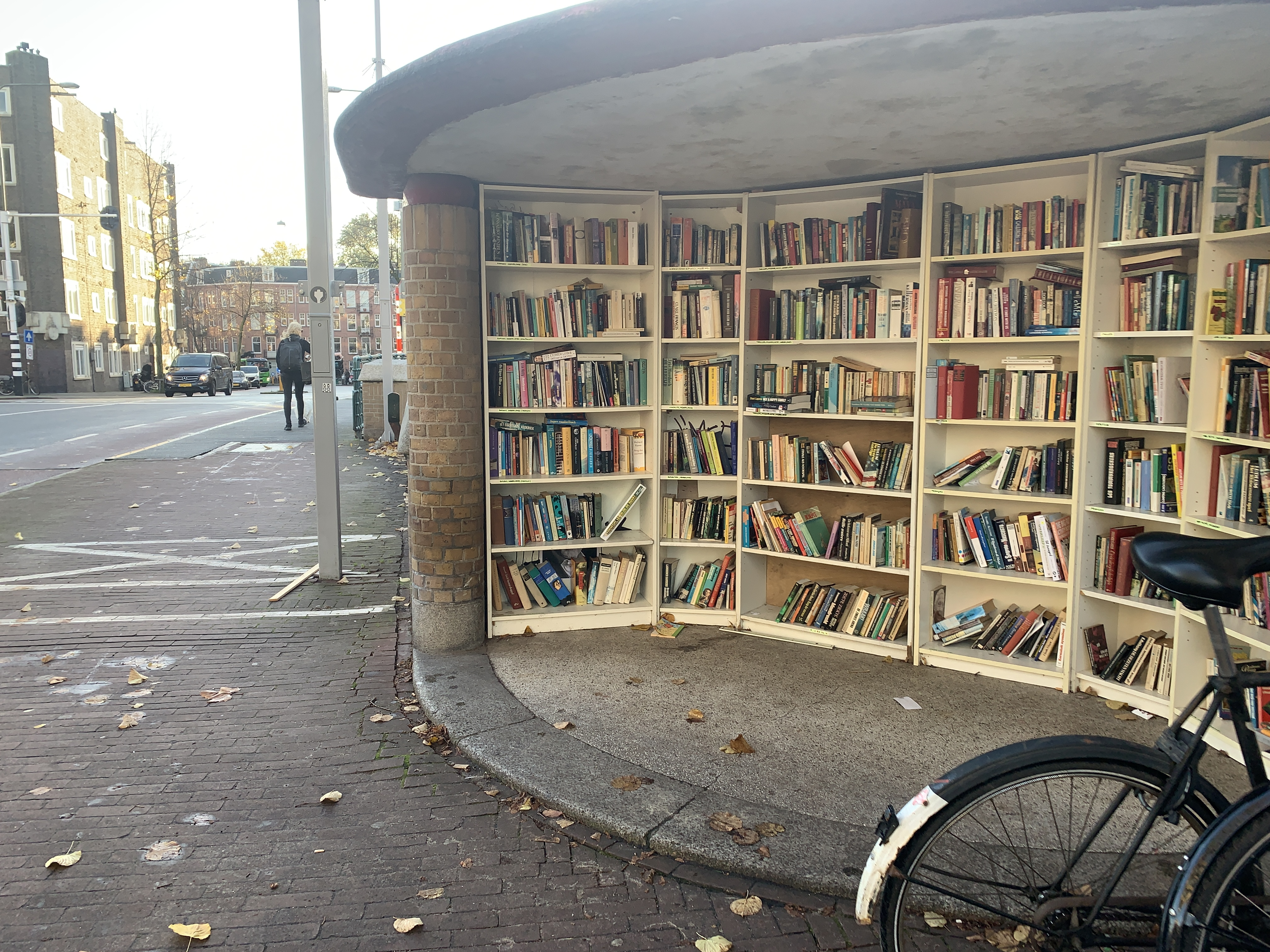
Het wachthuisje fungeert in 2021 als openbare boekenkast

<<< · 100 · 101 · 102 · 103 ·  105 · 106 · 107 · 108 · 109 ·  110 · 111 · 112 · 113 · 114 · 115 · 116 · 117 · 118 · 119 · 120 · 121 · 122 · 123 · 124 · 125 · 126 · 127 · 128 · 129 · 130 · 131 · 132 · 135 · 136 · 137 · 138 · 139 · 140 · 141 · 142 · 143 · 144 · 145 · 146 · 147 · 148 · 149 ·  150 · 151 · 152 · 155 · 156 · 159 · 160 · 161 · 162 · 163 · 164 · 165 · 166 · 167 · 168 · 169 ·  170 · 171 · 172 · 173 · 174 · 175 · 176 · 177 · 178 · 179 · 180 · 181 · 182 · 183 · 184 · 185 · 186 · 187 · 189 · 190 · 191 · 192 · 193 · 194 · 195 · 196 · 198 · 199 · >>>
Brugnummers 104, 133, 134, 153, 154, 157, 158, 188 en 197 zijn niet (meer) in gebruik.